# Episodi di Ai confini della realtà (serie televisiva 1985) (seconda stagione)
La seconda stagione della serie televisiva Ai confini della realtà è andata in onda negli Stati Uniti d'America dal 27 settembre 1986 al 17 luglio 1987 con 1, 2 o 3 episodi la settimana sul network CBS.
| nº | Titolo originale          | Titolo italiano                | Prima TV USA      | Prima TV Italia |
| -- | ------------------------- | ------------------------------ | ----------------- | --------------- |
| 1  | The Once and Future King  | Il re passato e futuro         | 27 settembre 1986 |                 |
| 2  | A Saucer of Loneliness    | L'ufo della solitudine         | 27 settembre 1986 |                 |
| 3  | What Are Friends for?     | A che serve un amico?          | 4 ottobre 1986    |                 |
| 4  | Aqua Vita                 | Acqua Vita                     | 4 ottobre 1986    |                 |
| 5  | The Storyteller           | Racconti di lunga vita         | 11 ottobre 1986   |                 |
| 6  | Nightsong                 | Nightsong                      | 11 ottobre 1986   |                 |
| 7  | The After Hours           | Fuori orario                   | 18 ottobre 1986   |                 |
| 8  | Lost and Found            | Oggetti smarriti               | 18 ottobre 1986   |                 |
| 9  | The World Next Door       | Il mondo della porta accanto   | 18 ottobre 1986   |                 |
| 10 | The Toys of Caliban       | I giocattoli di Calibano       | 4 dicembre 1986   |                 |
| 11 | The Convict's Piano       | Il pianoforte del carcerato    | 11 dicembre 1986  |                 |
| 12 | The Road Less Traveled    | L'altra strada                 | 18 dicembre 1986  |                 |
| 13 | The Card                  | La carta di credito            | 21 febbraio 1987  |                 |
| 14 | The Junction              | La miniera                     | 21 febbraio 1987  |                 |
| 15 | Joy Ride                  | Una corsa folle                | 21 febbraio 1987  |                 |
| 16 | Shelter Skelter           | Il rifugio antiatomico         | 21 febbraio 1987  |                 |
| 17 | Private Channel           | Canale privato                 | 21 febbraio 1987  |                 |
| 18 | Time and Theresa Golowitz | Il tempo e Teresa Golowitz     | 10 luglio 1987    |                 |
| 19 | Voices in the Earth       | Voci dal pianeta terra         | 10 luglio 1987    |                 |
| 20 | Song of the Younger World | Il canto del mondo più giovane | 17 luglio 1987    |                 |
| 21 | The Girl I Married        | La ragazza che ho sposato      | 17 luglio 1987    |                 |

## Il re passato e futuro
- Titolo originale: The Once and Future King
- Diretto da: Jim McBride
- Scritto da: Bryce Maritano e George R.R. Martin

### Trama
Un giovane imitatore di Elvis si ritrova nel passato e incontra il vero Elvis Presley, il quale è inspiegabilmente diverso e restio a intraprendere la carriera musicale.
- Interpreti: Jeff Yagher (Gary/Elvis Presley), Lisa Jane Persky (Sandra)

## L'ufo della solitudine
- Titolo originale: The Saucer of Loneliness
- Diretto da: John D. Hancock
- Scritto da: David Gerrold basato su una storia di Theodore Sturgeon

### Trama
Una cameriera solitaria riceve un messaggio da un disco volante, ma rifiuta di rivelarne il contenuto.
- Interpreti: Shelley Duvall (Margaret), Richard Libertini (uomo della spiaggia), Nan Martin (la madre di Margaret)

## A che serve un amico?
- Titolo originale: What Are Friends for?
- Diretto da: Gus Trikonis
- Scritto da: J. Michael Straczynski

### Trama
Jeff è un ragazzo complicato che fatica a fare amicizia, il suo carattere è infatti poco apprezzato dai suoi coetanei.
Nonostante gli sforzi di suo padre Alex, Jeff preferisce passare il tempo in compagnia del suo amico immaginario Mike. Quando Alex sente il nome "Mike", si spaventa perché Mike era proprio il nome del suo vecchio amico immaginario col quale era solito giocare, e che aveva "perso" passando all'età adulta.
- Interpreti: Tom Skerritt (Alex), Fred Savage (Jeff), Lukas Haas (Mike)

## Acqua Vita
- Titolo originale: Acqua Vita
- Diretto da: Paul Tucker
- Scritto da: Jeremy Bertrand Finch e Paul Chitlik

### Trama
La reporter Christie Copperfield ha passato i 40 anni e teme la vecchiaia, su suggerimento di una sua amica s'iscrive a una cura di bellezza a base di una misteriosa acqua, i cui effetti sono disastrosi se non la si assume continuamente.
- Interpreti: Mimi Kennedy (Christie Copperfield), Joseph Hacker (Mark), Christopher McDonald (fattorino)

## Racconti di lunga vita
- Titolo originale: The Storyteller
- Diretto da: Paul Lynch
- Scritto da: Rockne S. O'Bannon

### Trama
Una giovane supplente scopre che uno dei suoi studenti mantiene in vita il proprio nonno raccontandogli delle favole, egli infatti sarebbe vecchio di secoli.
- Interpreti: Glynnis O'Connor (Dorothy Livingston), David Faustino (Mica Frost), Parley Baer (nonno Frost)

## Nightsong
- Titolo originale: Nightsong
- Diretto da: Bradford May
- Scritto da: Michael Reaves

### Trama
Lo spirito di Simon Locke, un cantante morto, viene rievocato dalla sua ex-fidanzata facendo suonare l'album Nightsong.
- Interpreti: Lisa Eilbacher (Andrea Fields), Antony Hamilton (Simon Locke)

## Fuori orario
- Titolo originale: The After Hours
- Diretto da: Bruce Malmuth
- Scritto da: Rockne S. O'Bannon basato su una storia e sceneggiatura di Rod Serling

### Trama
La giovane Marsha rimane intrappolata in un centro commerciale dopo l'ora di chiusura e viene inseguita da una serie di minacciosi sconosciuti.
Nonostante i suoi sforzi, Marsha non riesce a ricordare la maggior parte della sua vita, ma gli sconosciuti sembrano sapere qualcosa.
- Interpreti: Terry Farrell (Marsha), Ned Bellamy (uomo), Ann Wedgeworth (donna)
- Nota: Questo è un remake di un episodio della prima stagione della serie classica che in inglese aveva lo stesso titolo, ma che nella traduzione italiana di allora divenne Ore perdute.

## Oggetti smarriti
- Titolo originale: Lost and Found
- Diretto da: Gus Trikonis
- Scritto da: Phyllis Eisenstein e George R.R. Martin

### Trama
Jenny Templeton perde sempre tutto in modo inspiegabile.
- Interpreti: Akosua Busia (Jenny Templeton)

## Il mondo della porta accanto
- Titolo originale: The World Next Door
- Diretto da: Paul Lynch
- Scritto da: Lan O'Kun

### Trama
Barney Schlessinger sogna tutte le notti una vita alternativa in cui è un grande inventore. Il sogno continua a ripetersi con una tale frequenza da diventare sempre più reale notte dopo notte.
- Interpreti: George Wendt (Barney Schlessinger), Jeffrey Tambor (Milton)

## I giocattoli di Calibano
- Titolo originale: The Toys of Caliban
- Diretto da: Thomas J. Wright
- Scritto da: George R.R. Martin

### Trama
I signori Ross vivono da reclusi da quando il loro unico figlio, Toby, ha cominciato a esibire sintomi di un ritardo mentale. In realtà Toby ha dei poteri speciali.
- Interpreti: Richard Mulligan (Mr. Ross), Anne Haney (Mrs. Ross), David Greenlee (Toby Ross)

## Il pianoforte del carcerato

Il pianoforte del carcerato.

- Titolo originale: The Convict's Piano
- Diretto da: Thomas J. Wright
- Scritto da: Patrice Messina e James Crocker

### Trama
Un pianista di nome Frost, che fu ingiustamente accusato dell'omicidio della sua fidanzata, scopre un vecchio pianoforte nel deposito della prigione in cui è stato incarcerato, del quale subito s'interessa. Suonando alcune vecchie canzoni, Frost scopre che il pianoforte è in grado di riportarlo indietro nel tempo.
- Interpreti: Joe Penny (Frost), Norman Fell (Eddie O'Hara), John Hancock (dottore)

## L'altra strada
- Titolo originale: The Road Less Traveled
- Diretto da: Wes Craven
- Scritto da: George R.R. Martin

### Trama
La famiglia McDowell è perseguitata dallo spettro di un uomo in sedia a rotelle.
- Interpreti: Cliff DeYoung (Jeff McDowell), Margaret Klenck (Denise)

## La carta di credito
- Titolo originale: The Card
- Diretto da: Bradford May
- Scritto da: Michael Cassutt

### Trama
L signora Wolfe entrano in possesso di una speciale carta di credito dotata di speciali penalità. La signora Wolfe da consumatrice compulsiva comincia a utilizzare la sua nuova carta di credito in maniera sconsiderata, così da parte dell'ente che ha rilasciato la carta di credito inizia ad acquisire non solo tutte proprietà della signora, ma anche il suo cane, i suoi bambini, suo marito e infine la sua casa. 
- Interpreti: Susan Blakely (Linda Wolfe), William Atherton (Brian Wolfe)

## La miniera
- Titolo originale: The Junction
- Diretto da: Bill Duke
- Scritto da: Virginia Aldridge

### Trama
Un moderno minatore, durante il crollo di un tunnel, si ritrova intrappolato assieme a un minatore che sostiene di venire dal 1912.
- Interpreti: William Allen Young (John Parker), Chris Mulkey (Ray)

## Una corsa folle
- Titolo originale: Joy Ride
- Diretto da: Gil Bettman
- Scritto da: Cal Willingham

### Trama
Quattro adolescenti sono catapultati nel passato del defunto proprietario della macchina che hanno rubato.
- Interpreti: Rob Knepper (Alonzo), Brooke McCarter (Greg), Heidi Kozak (Deena), Tamara Mark (Adrienne)

## Il rifugio antiatomico
- Titolo originale: Shelter Skelter
- Diretto da: Martha Coolidge
- Scritto da: Ron Cobb e Robin Love

### Trama
Un fanatico delle armi e un suo amico sono gli unici sopravvissuti alla guerra atomica grazie a un rifugio antiatomico, ma dopo pochi mesi cominciano ad avere contrasti riguardo a cosa fare per il resto delle loro vite.
- Interpreti: Joe Mantegna (Harry Dobbs), Jon Gries (Nick)

## Canale privato
- Titolo originale: Private Channel
- Diretto da: Peter Medak
- Scritto da: Edward Redlich

### Trama
Durante un viaggio in aereo un ragazzo scopre di poter leggere il pensiero altrui grazie al suo Walkman.
Questo potere lo porterà a scoprire la presenza di un pazzo suicida a bordo del velivolo.
- Interpreti: Scott Coffey (Keith Barnes), Andrew Robinson (Mr. Williams)

## Il tempo e Teresa Golowitz
- Titolo originale: Time and Theresa Golowitz
- Diretto da: Shelley Levinson
- Scritto da: Alan Brennert

### Trama
Un compositore di Broadway accetta l'offerta del Principe delle tenebre di rivivere il suo primo bacio con una ragazza, avvenuto durante una festa.
Tuttavia prima della festa si ricorda della tragica morte di una sua compagna di classe (Teresa Golowitz), la cui sorte è intenzionato a cambiare.
- Interpreti: Paul Sand/Grant Heslov (Blaustein), Gene Barry (Principe delle tenebre) e Kristi Lynes (Teresa Golowitz)

## Voci dal pianeta terra
- Titolo originale: Voices in the Earth
- Diretto da: Curtis Harrington
- Scritto da: Alan Brennert

### Trama
Durante un viaggio esplorativo dell'ormai inabitabile pianeta Terra, lo scienziato Donald Knowles incomincia ad avvertire delle presenze sulla superficie.
- Interpreti: Martin Balsam (Donald Knowles), Jenny Agutter (Jacinda Carlyle) e Wortham Krimmer (fantasma)

## Il canto del mondo più giovane
- Titolo originale: Song of the Younger World
- Diretto da: Noel Black
- Scritto da: Anthony Lawrence e Nancy Lawrence

### Trama
Nel 1916 una ragazza e un ragazzo, proveniente da un riformatorio, s'innamorano e tentano di sfuggire dalle grinfie del padre di lei, il direttore del riformatorio, organizzando un piano che necessita l'uso di un rito magico.
- Interpreti: Pete Kowanko (Tanner Smith), Jennifer Rubin (Amy) e Roberts Blossom (il padre di Amy)

## La ragazza che ho sposato
- Titolo originale: The Girl I Married
- Diretto da: Philip DeGuere
- Scritto da: J.M. DeMatteis

### Trama
Il matrimonio di Valerie e Ira viene rivitalizzato quando entrambi incontrano e iniziano a frequentare versioni giovanili di loro stessi.
- Interpreti: Linda Kelsey (Valerie), James Whitmore, Jr. (Ira) e Dennis Patrick (Marvin)